# Maître de Jeanne de Laval
Ne doit pas être confondu avec Maître de Jeanne de France.
Le Maître de Jeanne de Laval est un maître anonyme enlumineur actif à Angers entre 1430 et 1480. Il doit son nom à un psautier manuscrit commandé pour Jeanne de Laval, épouse de René d'Anjou. 

## Éléments biographiques et stylistiques

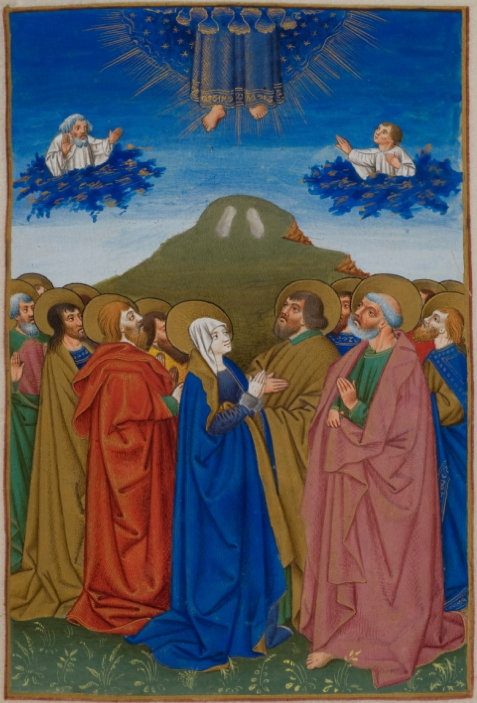
Ascension dans le psautier de Jeanne de Laval, BM Poitiers.

Son nom de convention a été forgé par l'historien de l'art allemand Eberhard König, à partir du psautier qu'il a exécuté pour Jeanne de Laval, seconde femme de René d'Anjou. Actif à Angers, il a réalisé dans un premier temps des livres d'heures commerciaux puis des décorations pour des ouvrages plus précieux à destinations de plusieurs membres de la cour de René d'Anjou. Selon König, il serait actif dès les années 1430 en collaborant à la décoration de la Bible moralisée de Philippe le Hardi mais cette dernière intervention est contestée par François Avril, pour qui l'artiste ne commence sa carrière qu'à partir des années 1450.
Il a subi l'influence de peintres comme Barthélemy d'Eyck, peintre officiel du roi René (dont il reprend les visages épais par exemple), du Maître de Jouvenel et du Maître de Rohan, eux aussi actifs à Angers, et enfin de Jean Fouquet, qui a participé à un livre d'heures à l'usage de cette même ville. Le maître de Jeanne de Laval a sans doute eu accès à des modèles du peintre tourangeau car plusieurs de ses miniatures montrent une influence du livre d'heures d'Étienne Chevalier. La reprise de ces modèles et particulièrement des compositions est souvent servile ou maladroite. Il contribue à son tour à influencer d'autres enlumineurs tels que Robinet Testard,. 

## Principaux Manuscrits attribués

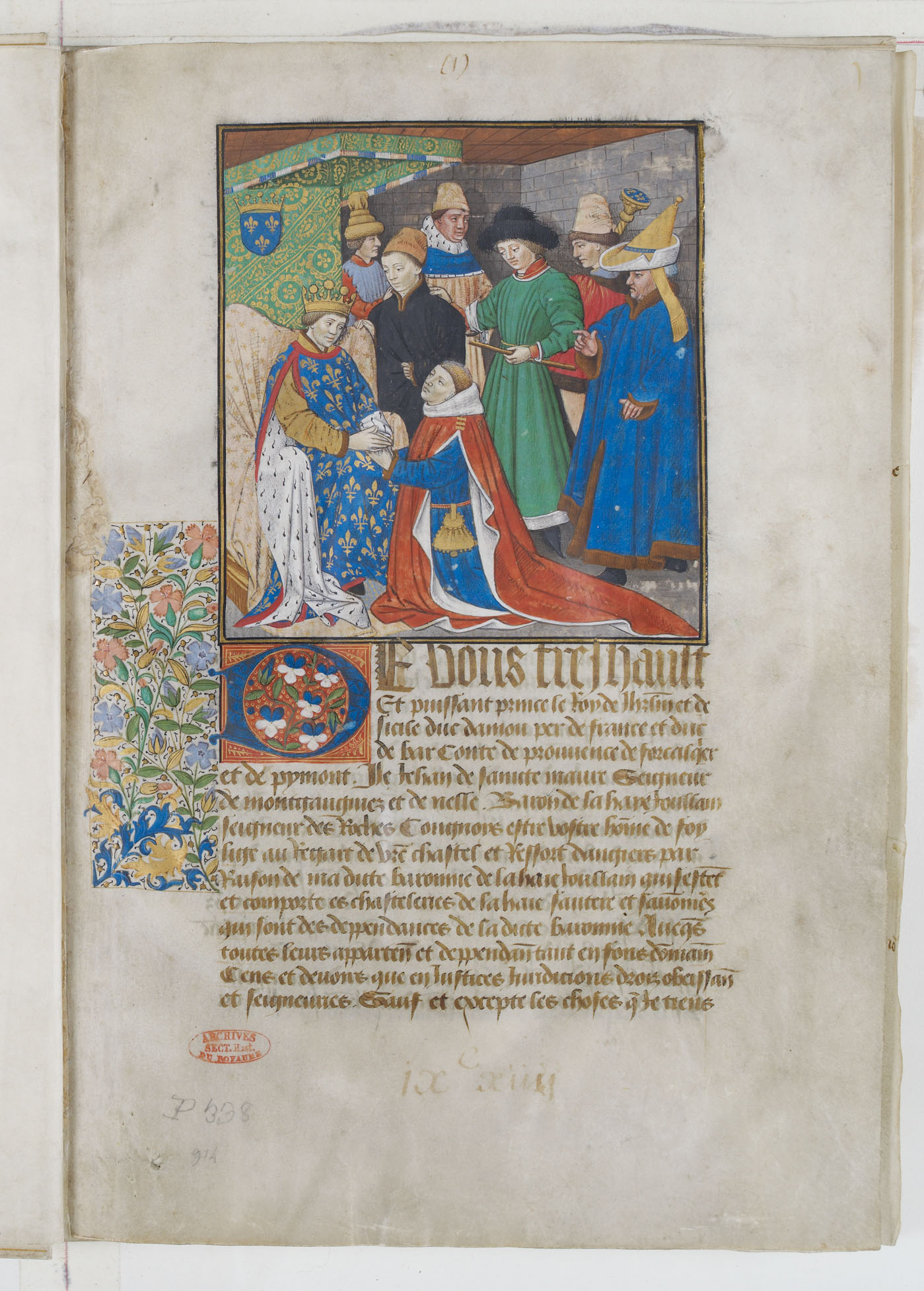
Frontispice de l'aveu de Jean de Sainte-Maure, Archives nationales.

- Livre d'heures à l'usage de Nantes et d'Angers, vers 1440, Pierpont Morgan Library, New York, M.63[4].
- Livre d'heures à l'usage d'Angers, vers 1450, Société des manuscrits des assureurs français, BNF, 81-27[5]
- Livre d'heures à l'usage d'Angers, vers 1450, partagé entre la bibliothèque municipale de Grenoble (Ms.1007bis)[6] et le Cleveland Museum of Art (nr. 26244)
- Psautier de Jeanne de Laval, vers 1454-1458, Bibliothèque municipale de Poitiers, Ms.41[7]
- Livre d'heures à l'usage de Nantes vers 1460, New York Public Library, Spencer Collection, MA34[8]
- Manuscrit du Mortifiement de vaine plaisance de René d'Anjou, vers 1460, Pierpont Morgan Library, New York, M.705[9]
- Bible moralisée de Philippe le Hardi, ajout de visages sur certaines miniatures, années 1460, Bibliothèque nationale de France, Fr.166
- Aveu de 1469 rendu à René d'Anjou par Jean de Sainte-Maure, une miniature de frontispice, Archives nationales AE/II/481/B[10]
- Livre d'heures de René d'Anjou, 350 lettrines ornées, vers 1470-1471, Bibliothèque Méjanes, Aix-en-Provence, Ms.rés.19[11]
- Manuscrit de la Cité de Dieu de Saint Augustin, vers 1480, Musée Condé, Chantilly, Ms.122